# Campionato mondiale per club FIVB 1991 (femminile)
Il Campionato del Mondo per club FIVB 1991 è stata la 1ª edizione del massimo torneo pallavolistico mondiale per club femminili, ed è stato organizzato dalla FIVB.

Gli incontri si sono disputati nella città brasiliana di San Paolo.

La vittoria finale è andata alle padrone di casa dello Sadia Esporte Club Sao Paulo.

## Sistema di qualificazione
Alla competizione presero parte i campioni continentali provenienti dalle federazioni affiliate alla FIVB. Le squadre partecipanti furono i Campioni d'Europa, i Campioni del Sudamerica, i Campioni del Nord e Centro America i Campioni d'Asia e i Campioni d'Africa.

Le restanti 3 squadre partecipanti furono i padroni di casa del San Paolo e due squadre italiane: Occhi Verdi Modena e Yoghi Ancona.

## Classifica finale
| Classifica | Squadre                      |
| ---------- | ---------------------------- |
|            | Sadia Esporte Club Sao Paulo |
|            | Colgate Sao Caetano          |
|            | Mladost Zagreb               |
| 4          | Occhi Verdi Modena           |
| 5          | Hitachi                      |
| 6          | Yoghi Ancona                 |
| 7          | Chrysler                     |
| 8          | Posta                        |